# Hard Head
Das Hard Head (englisch für Harter Kopf) ist eine aufragende und mit Tussockgras bewachsene Landspitze an der Südküste des westlichen Endes von Südgeorgien. Sie liegt 300 m südlich des Matthews Point am Westufer des Undine Harbour.
Die Besatzung des Schiffs HMS Owen führte zwischen 1960 und 1961 Vermessungen der Landspitze durch. Das UK Antarctic Place-Names Committee nahm 1964 die Benennung vor.